# Wawa Airport
Wawa Airport är en flygplats i Kanada. Den ligger i den sydöstra delen av landet, 700 km väster om huvudstaden Ottawa. Wawa Airport ligger 287 meter över havet.
Terrängen runt Wawa Airport är platt åt nordost, men åt sydväst är den kuperad. Runt Wawa Airport är det glesbefolkat, med 8 invånare per kvadratkilometer.. Närmaste större samhälle är Wawa, 1,9 km norr om Wawa Airport. 
I omgivningarna runt Wawa Airport växer i huvudsak blandskog.